# Badminton bei den ASEAN Para Games 2022
Badminton bei den ASEAN Para Games 2022 wurde vom 30. Juli bis zum 6. August 2022 in der Muhammadiyah Universität in Surakarta gespielt.

## Medaillengewinner

### Herren
| Disziplin    | Gold | Silber                                                                                        | Bronze                                         |
| ------------ | --- | --------------------------------------------------------------------------------------------- | ---------------------------------------------- |
| Einzel SL3   | Ukun Rukaendi                                                                                           | Maman Nurjaman                                                                                | Bambang Usiyan Purwito                         |
| Einzel SL3   | Ukun Rukaendi                                                                                           | Maman Nurjaman                                                                                | Mongkhon Bunsun                                |
| Einzel SL4   | Fredy Setiawan                                                                                          | Hikmat Ramdani                                                                                | Chawarat Kitichokwattana                       |
| Einzel SL4   | Fredy Setiawan                                                                                          | Hikmat Ramdani                                                                                | Mohd Amin Burhanuddin                          |
| Einzel SU5   | Cheah Liek Hou                                                                                          | Mohamad Faris Ahmad Azri                                                                      | Dheva Anrimusthi                               |
| Einzel SU5   | Cheah Liek Hou                                                                                          | Mohamad Faris Ahmad Azri                                                                      | Suryo Nugroho                                  |
| Einzel SH6   | Subhan                                                                                                  | Dimas Tri Aji                                                                                 | Bunthan Yaemmali                               |
| Einzel WH1   | Muhammad Ikhwan Ramli                                                                                   | Chatchai Kornpeekanok                                                                         | Anuwat Sriboran                                |
| Einzel WH1   | Muhammad Ikhwan Ramli                                                                                   | Chatchai Kornpeekanok                                                                         | Agung Widodo                                   |
| Einzel WH2   | Wiwin Adri                                                                                              | Agus Budi Utomo                                                                               | Noor Azwan Noorlan                             |
| Einzel WH2   | Wiwin Adri                                                                                              | Agus Budi Utomo                                                                               | Supriadi                                       |
| Doppel SL3/4 | Dwiyoko Fredy Setiawan                                                                                  | Hary Susanto Ukun Rukaendi                                                                    | Mongkhon Bunsun Siripong Teamarrom             |
| Doppel SL3/4 | Dwiyoko Fredy Setiawan                                                                                  | Hary Susanto Ukun Rukaendi                                                                    | Natthapol Chamnanwet Chawarat Kitichokwattana  |
| Doppel SU5   | Dheva Anrimusthi Hafiz Brilliansyah Prawiranegara                                                       | Oddie Kurnia Dwi Listianto Putra Suryo Nugroho                                                | Mohamad Faris Ahmad Azri Mohd Amin Burhanuddin |
| Doppel SU5   | Dheva Anrimusthi Hafiz Brilliansyah Prawiranegara                                                       | Oddie Kurnia Dwi Listianto Putra Suryo Nugroho                                                | Cheah Liek Hou Muhammad Fareez Anuar           |
| Doppel WH1/2 | Muhammad Ikhwan Ramli Noor Azwan Noorlan                                                                | Agung Widodo Supriadi                                                                         | Chatchai Kornpeekanok Aphichat Sumpradit       |
| Doppel WH1/2 | Muhammad Ikhwan Ramli Noor Azwan Noorlan                                                                | Agung Widodo Supriadi                                                                         | Hoang Manh Giang Trương Ngọc Bình              |
| Mannschaft   | Indonesien Dheva Anrimusthi Fredy Setiawan Hafizh Briliansyah Prawiranegara Suryo Nugroho Ukun Rukaendi | Thailand Watcharaphon Chokuthaikul Chawarat Kitichokwattana Pricha Somsiri Siripong Teamarrom | -                                              |

### Damen
| Disziplin      | Gold                            | Silber                          | Bronze                             |
| -------------- | ------------------------------- | ------------------------------- | ---------------------------------- |
| Einzel SL3/4   | Khalimatus Sadiyah              | Lia Priyanti                    | Chanida Srinavakul                 |
| Einzel SU5     | Warining Rahayu                 | Sudsaifon Yodpa                 | -                                  |
| Einzel SH6     | Rina Marlina                    | Chai Saeyang                    | Yunia Widya Irianti                |
| Einzel WH1     | Piyawan Thinjun                 | Wanlapa Pinchai                 | -                                  |
| Einzel WH2     | Amnouy Wetwithan                | Lita Paz Enano                  | Hoang Thi Hong Thao                |
| Doppel SL3–SU5 | Qonitah Ikhtiar Warining Rahayu | Khalimatus Sadiyah Lia Priyanti | Nipada Saensupa Chanida Srinavakul |

### Mixed
| Disziplin      | Gold                                   | Silber                             | Bronze                               |
| -------------- | -------------------------------------- | ---------------------------------- | ------------------------------------ |
| Doppel SL3–SU5 | Fredy Setiawan Khalimatus Sadiyah      | Siripong Teamarrom Nipada Saensupa | Khoirur Roziqin Warining Rahayu      |
| Doppel SH6     | Subhan Rina Marlina                    | Bunthan Yaemmali Chai Saeyang      | Dimas Tri Aji Yunia Widya Irianti    |
| Doppel WH1/2   | Chatchai Kornpeekanok Amnouy Wetwithan | Dumnern Junthong Piyawan Thinjun   | Hoang Manh Giang Hoang Thi Hong Thao |